# Mother (álbum de Luna Sea)
Mother é o quarto álbum de estúdio da banda japonesa de rock Luna Sea, lançado em 26 de outubro de 1994 pela gravadora MCA Victor. Foi remasterizado e relançado em 5 de dezembro de 2007.
Mother e outros sete álbuns da banda foram lançados pela primeira vez em formato de vinil em 29 de maio de 2019.

## Produção
O guitarrista Sugizo citou "Rosier" como uma das canções em que tentou replicar a "sensação de música psicodélica de bandas de shoegaze" usando efeitos, "como tocar rápido com um pedal wah-wah ou usar tape-echo e harmonizadores. Não consegui descobrir como eles fizeram isso, então eu apenas fiz do meu próprio jeito." A capa do álbum apresenta a modelo Hilary Jennings.

## Recepção e legado
Alcançou a segunda posição nas paradas da Oricon Albums Chart e manteve-se por 30 semanas. A remasterização de 2007 alcançou a 195° posição.
Alexey Eremenko do AllMusic o classificou como um dos melhores da banda ao lado de Shine. 
Foi eleito um dos melhores álbuns de 1989-1998 em uma edição de 2004 da revista musical Band Yarouze e também nomeado na 49° posição na lista de 54 álbuns repertório padrão de rock japonês da Bounce.
Em 2021, a Kerrang! listou Mother como um dos 13 álbuns japoneses de rock e metal essenciais.

### Versões cover
High and Mighty Color fez um cover de "Rosier" para o álbum de tributo Luna Sea Memorial Cover Album. Posteriormente, a banda incluiu o cover em seu álbum de 2008 Rock Pit. "Rosier" também foi tocada por defspiral para o álbum de 2012 Crush! 3 - 90's V-Rock Best Hit Cover Love Songs-, que apresenta bandas de visual kei atuais fazendo covers de canções de amor de bandas visual kei dos anos 90.

## Faixas
| N.º            | Título                                                                | Duração |  |
| 1.             | "Loveless"                                                            | 5:36    |  |
| 2.             | "Rosier"                                                              | 5:23    |  |
| 3.             | "Face to Face"                                                        | 4:45    |  |
| 4.             | "Civilize"                                                            | 3:22    |  |
| 5.             | "Genesis of Mind ~Yume no Kanata e~" (GENESIS OF MIND ～夢の彼方へ～) | 8:11    |  |
| 6.             | "Aurora"                                                              | 4:43    |  |
| 7.             | "In Future"                                                           | 4:17    |  |
| 8.             | "Fake"                                                                | 3:12    |  |
| 9.             | "True Blue"                                                           | 3:45    |  |
| 10.            | "Mother"                                                              | 5:19    |  |
| Duração total: | Duração total:                                                        | 48:40   |  |

## Ficha técnica
Luna Sea
- Ryuichi - vocal principal
- Sugizo - guitarra, violino
- Inoran - guitarra
- J - baixo
- Shinya (真矢) - bateria
- Produzido e arranjado por Luna Sea

Produção
- Masatoshi Sakanoue, Kyoji Kato - produtores executivos
- Hitoshi Hiruma - gravação e mixação
- Daisuke Kikuchi - programação de sintetizador
- Masao Nakazato - engenheiro de masterização
- Michiko Takahashi - treinadora de voz
- Sakaguchi Ken Factory - direção de arte e design gráfico
- Bruno Dayan - fotografia
- Mikako Ohhara - estilista
- Tatsuo Sato - coordenador de design
- Keiichi Hayakawa - promotor artístico